# Polyergus breviceps
Polyergus breviceps  (лат.) — вид муравьёв-рабовладельцев из рода муравьёв-амазонок подсемейства Формицины. Эндемик США.

## Описание
Муравьи коричневого цвета (от красно-коричневого до бурого) с саблевидными (без зубцов) жвалами. Встречаются в западных штатах США: Айдахо, Аризона, Вашингтон, Калифорния, Юта. Ведут «рабовладельческий» образ жизни, используя в качестве рабов муравьёв рода Formica, например, Formica gnava, Formica occulta и Formica argentea. Муравьи Formica выполняют все работы по гнезду (строят, ухаживают за личинками, добывают пищу).. В рейдах солдат амазонок на гнёзда потенциальных рабов (для захвата их куколок) участвуют и их крылатые самки. Во время этих рейдов молодые самки выделяют половой феромон, привлекающий самцов своего вида для спаривания. Этот феромон представляет собой смесь в соотношении 1:6 двух веществ с формулами (R)-3-ethyl-4-methylpentan-1-ol и methyl 6-methylsalicylate, соответственно. Феромон вырабатывается мандибулярной железой самок. При основании новых колоний молодые самки амазонок проникают в гнёзда Formica, где получают их специфический запах (углеводородный кутикулярный профиль первично из обычных алканов после атак меняется на метил- и диметил- разветвлённые алканы) и убивают хозяйскую матку, заменяя её. После убийства матки формика молодая самка амазонки ещё неделю сохраняет новый конспецифичный с ней запах и может безболезненно проникнуть в любое другое гнездо того же вида. 
Экспериментально доказано, что секреция дюфуровой железы самок Polyergus breviceps снижает агрессивность рабочих Formica по отношению к ним. 
Во время рейда около 2000 рабочих P. breviceps могут переходить на расстояние до 75 м от своего гнезда.

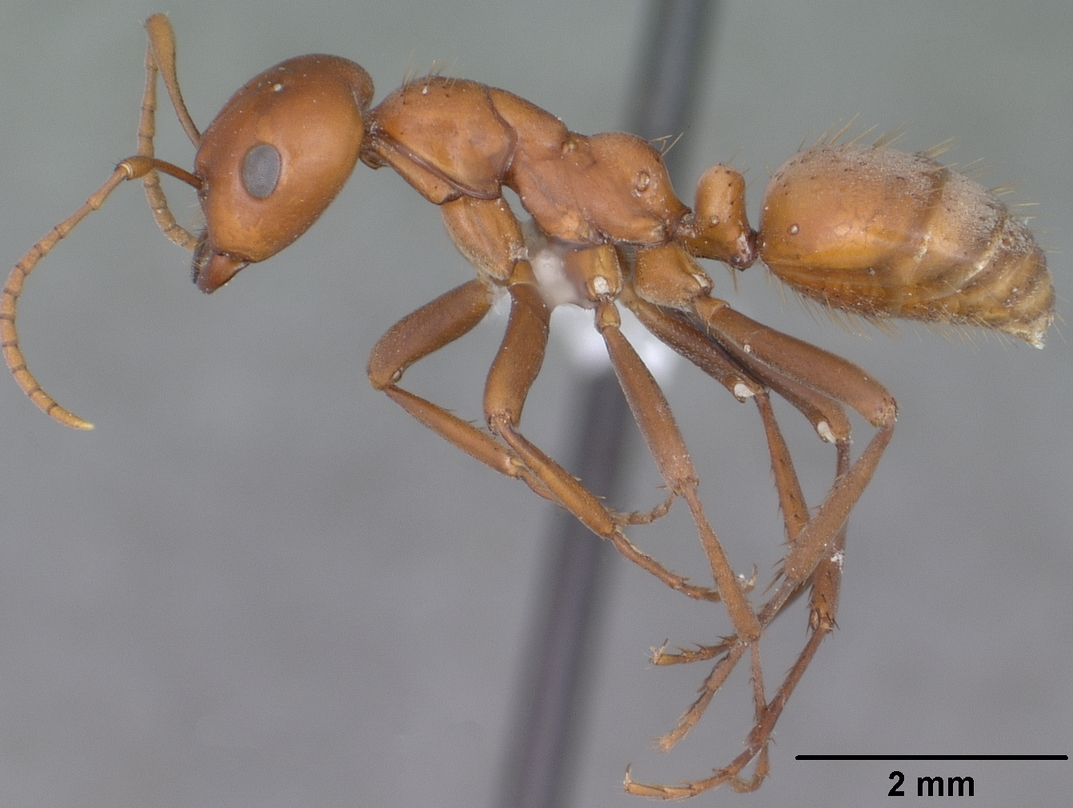
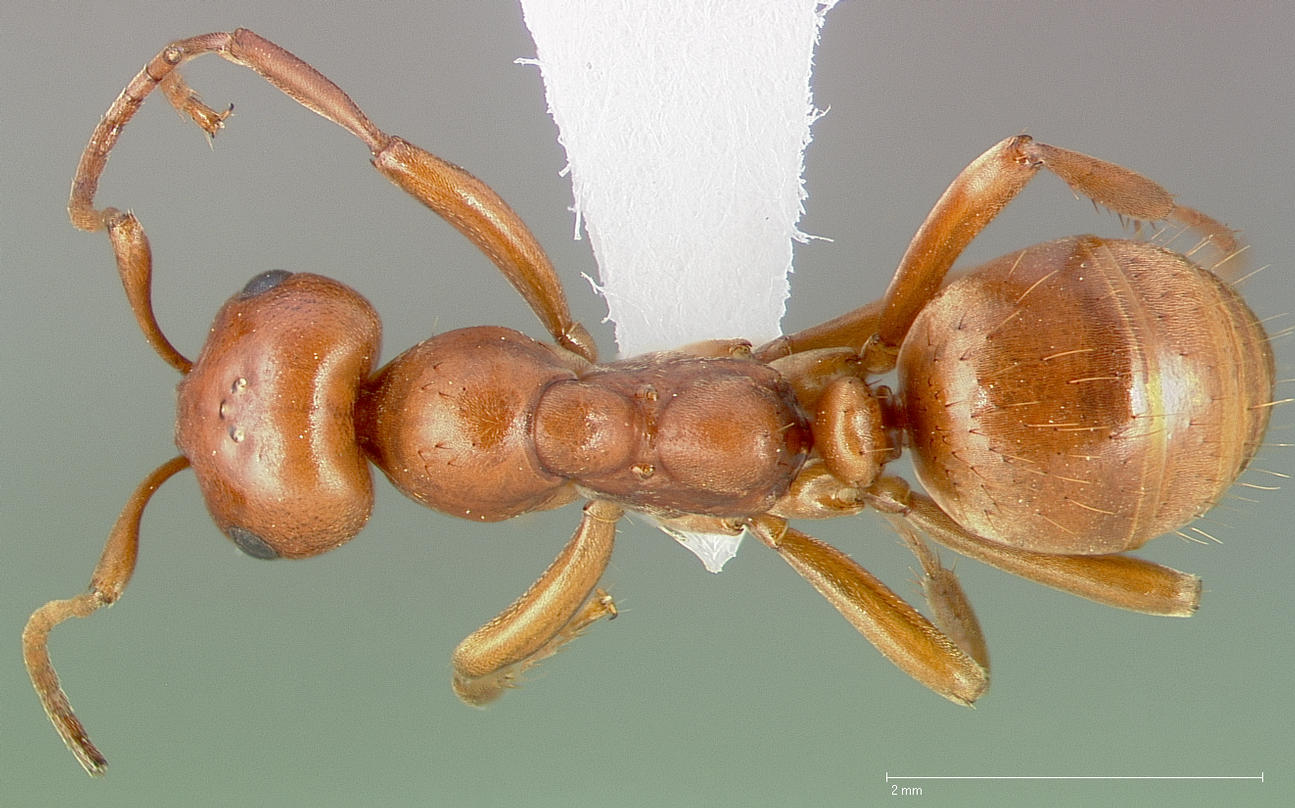
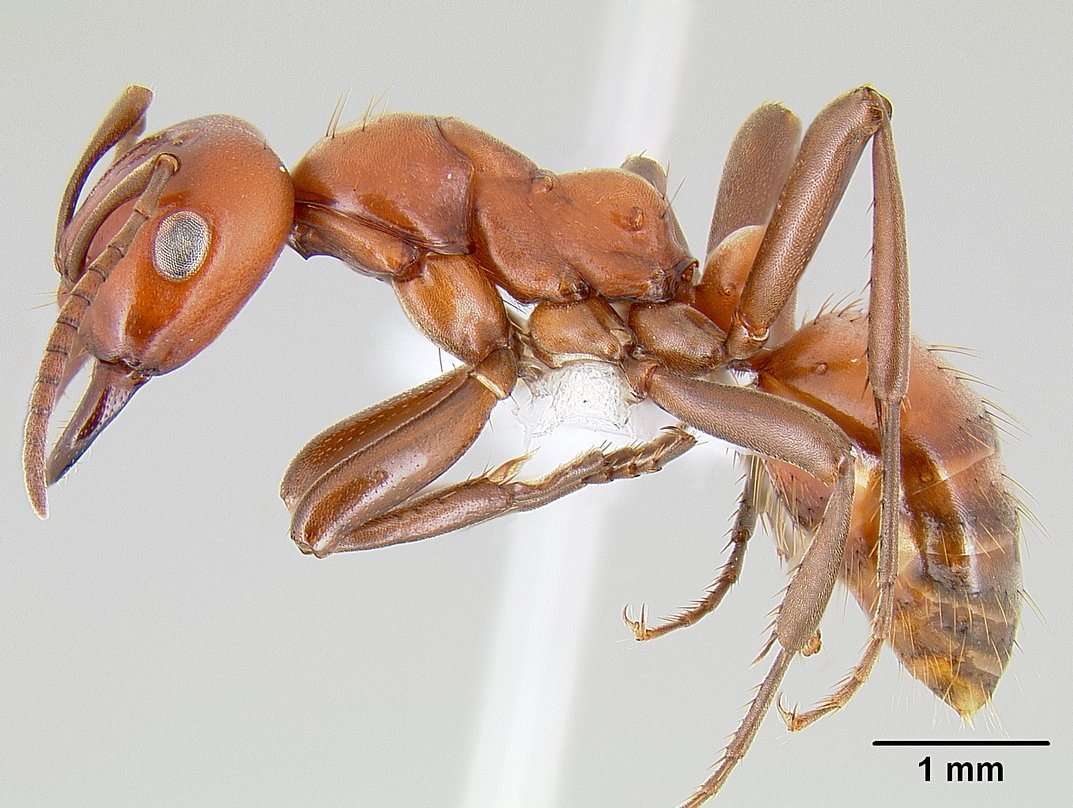

## Красная книга
Эти муравьи включены в «Красный список угрожаемых видов» (англ. IUCN Red List of Threatened Animals) международной Красной книги Всемирного союза охраны природы (The World Conservation Union, IUCN) в статусе Vulnerable D2 (таксоны в уязвимости или под угрозой исчезновения).

## Систематика
Вид был впервые описан в 1893 году в итальянским мирмекологом К.Эмери качестве подвида Polyergus rufescens subsp. breviceps Emery, 1893. До видового статуса повышен в 1956 году (Kannowski, 1956).